# Klavírní koncert č. 3 (Rachmaninov)

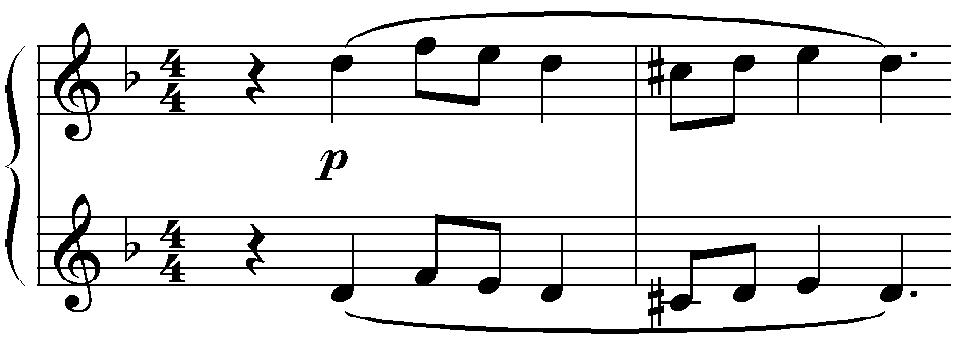
Úvodní téma první věty

Klavírní koncert č. 3 d moll, op. 30 (zkratka Rach 3) je koncert pro klavír a symfonický orchestr ruského skladatele Sergeje Rachmaninova z roku 1909. Je to jeden z technicky nejnáročnějších klavírních koncertů ve standardním klasickém repertoáru. Partitura koncertu je určena pro smyčce, 2 flétny, 2 hoboje, 2 klarinety, 2 fagoty, 4 lesní rohy, 2 trubky, 3 pozouny, tubu, tympány, velký buben, vířivý buben, činely a sólový klavír.

## Nahrávky (výběr)
| Sólista            | Dirigent             | Orchestr                                              | Nahrávací společnost | Rok nahrávky | Typ nosiče |
| ------------------ | -------------------- | ----------------------------------------------------- | -------------------- | ------------ | ---------- |
| Vladimir Horowitz  | Albert Coates        | London Symphony Orchestra                             | HMV                  | 1930         | CD, LP     |
| Sergej Rachmaninov | Eugene Ormandy       | Philadelphia Orchestra                                | RCA Red Seal         | 1939         | CD, LP     |
| Vladimir Horowitz  | John Barbirolli      | Newyorská filharmonie                                 | APR                  | 1941         | CD, LP     |
| Emil Gilels        | André Cluytens       | Orchestre de la Société des Concerts du Conservatoire | EMI Classics         | 1955         | CD, LP     |
| Van Cliburn        | Kirill Kondrašin     | Symphony of the Air                                   | RCA Red Seal         | 1958         | CD, LP     |
| Alexis Weissenberg | Georges Prêtre       | Chicago Symphony Orchestra                            | RCA Red Seal         | 1968         | CD, LP     |
| Vladimir Ashkenazy | André Previn         | London Symphony Orchestra                             | Decca                | 1973         | CD, LP     |
| Alicia de Larrocha | André Previn         | London Symphony Orchestra                             | Decca                | 1974         | CD, LP     |
| Martha Argerich    | Riccardo Chailly     | Radio-Symphonie-Orchester Berlin                      | Philips              | 1982         | CD         |
| Dimitris Sgouros   | Jurij Simonov        | Berlínští filharmonikové                              | EMI                  | 1983         | CD, LP     |
| Horacio Gutiérrez  | Lorin Maazel         | Pittsburgh Symphony Orchestra                         | Telarc               | 1991         | CD         |
| Nikolaj Luganskij  | Sakari Oramo         | City of Birmingham Symphony Orchestra                 | Warner Music Group   | 2003         | CD         |
| Adam Skoumal       | Leoš Svárovský       | Filharmonici města Prahy                              | Arco Diva            | 2003         | CD         |
| Stephen Hough      | Andrew Litton        | Dallas Symphony Orchestra                             | Hyperion Records     | 2004         | CD         |
| Leif Ove Andsnes   | Antonio Pappano      | London Symphony Orchestra                             | EMI                  | 2010         | CD         |
| Yuja Wang          | Gustavo Dudamel      | Simón Bolívar Symphony Orchestra of Venezuela         | Deutsche Grammophon  | 2014         | CD         |
| Grigorij Sokolov   | Yan Pascal Tortelier | BBC Philharmonic                                      | Deutsche Grammophon  | 2017         | CD         |

## Film
Hudba tohoto koncertu byla použita v psychologickém filmu Záře (1996), o životě klavíristy Davida Helfgotta.